# Clavado en un bar
«Clavado en un bar» es el segundo sencillo y sexta canción del álbum Sueños líquidos, lanzada en 1997, por la banda mexicana Maná. 
La canción debutó en el número 17 de los U.S. Billboard Hot Latin Tracks y cinco semanas después 8 de noviembre alcanzó el número 12 por 2 semanas. Se mantuvo un total de 10 semanas. 
Adicionalmente, cuenta con un video musical oficial dirigido por Jorge Aguilera.

## Posiciones en la lista
| Lista (1997)                              | Posición |
| ----------------------------------------- | -------- |
| US Billboard Hot Latin Tracks             | 12       |
| US Billboard Latin Pop Airplay            | 5        |
| US Billboard Latin Tropical/Salsa Airplay | 5        |

## Apariciones en medios
- La canción aparece en el undécimo episodio de la tercera temporada de la serie de comedia New Girl. El episodio se llamó "Clavado en un bar" y al final de este se escucha la dicha canción.
- También formó parte de la banda sonora de la telenovela nocturna de comedia dramática chilena Generación 98.